# Ben’s Brother
Ben’s Brother ist eine aus Großbritannien stammende fünfköpfige Band. Benannt ist sie nach dem Bruder des Gründers, Ben Hartman.

## Karriere
Das Debüt-Album Beta Male Fairytales erschien am 6. August 2007 und erreichte Platz 14 der britischen Charts. Am 22. Februar 2008 erschien das Album auch in Deutschland. Die dritte Single-Auskopplung Let Me Out wurde von der Singer-Songwriterin Rosi Golan komponiert und durch die Fernsehserie Grey’s Anatomy bekannt. Sie schaffte es auch in Deutschland in einige Radiostationen, ein Charterfolg blieb jedoch aus.
Das von Jamie Hartman gemeinsam mit Ian Mack geschriebene und von Ben’s Brothers zuerst veröffentlichte Lied Time ist auch B-Seite der Singleveröffentlichung Stardust aus dem dritten Studioalbum von Lena Meyer-Landrut und erreichte als Einzeltrack in Deutschland Platz 52 der Charts.
Der mit Rag’n’Bone Man gemeinsam geschriebene Song Human wurde 2016 zu europaweiten Überraschungserfolg.

## Diskografie

### Studioalben
| Jahr | Titel                | Höchstplatzierung, Gesamtwochen, AuszeichnungChartsChartplatzierungen (Jahr, Titel, Platzierungen, Wochen, Auszeichnungen, Anmerkungen) | Anmerkungen                        |
| Jahr | Titel                | UK | Anmerkungen                        |
| ---- | -------------------- | --- | ---------------------------------- |
| 2007 | Beta Male Fairytales | UK14 (6 Wo.)UK | Erstveröffentlichung: 2. Juli 2007 |
| 2009 | Battling Giants      | UK56 (1 Wo.)UK | Erstveröffentlichung: 11. Mai 2009 |

### EPs
- 2010: Glow

### Singles
| Jahr | Titel Album                                     | Höchstplatzierung, Gesamtwochen, AuszeichnungChartsChartplatzierungen (Jahr, Titel, Album, Platzierungen, Wochen, Auszeichnungen, Anmerkungen) | Anmerkungen                      |
| Jahr | Titel Album                                     | UK | Anmerkungen                      |
| ---- | ----------------------------------------------- | --- | -------------------------------- |
| 2007 | Let Me Out Beta Male Fairytales                 | UK38 (4 Wo.)UK | Erstveröffentlichung: Juli 2007  |
| 2008 | Stuttering (Kiss Me Again) Beta Male Fairytales | UK41 (5 Wo.)UK | Erstveröffentlichung: April 2008 |

Weitere Singles
- 2007: Carry On
- 2009: Q & A
- 2009: Apologise
- 2009: Shine/Reacender (mit Roupa Nova)
- 2010: Stalemate (feat. Anastacia)
- 2010: What If I?